# فرودگاه صحرایی کیرشتسارتن

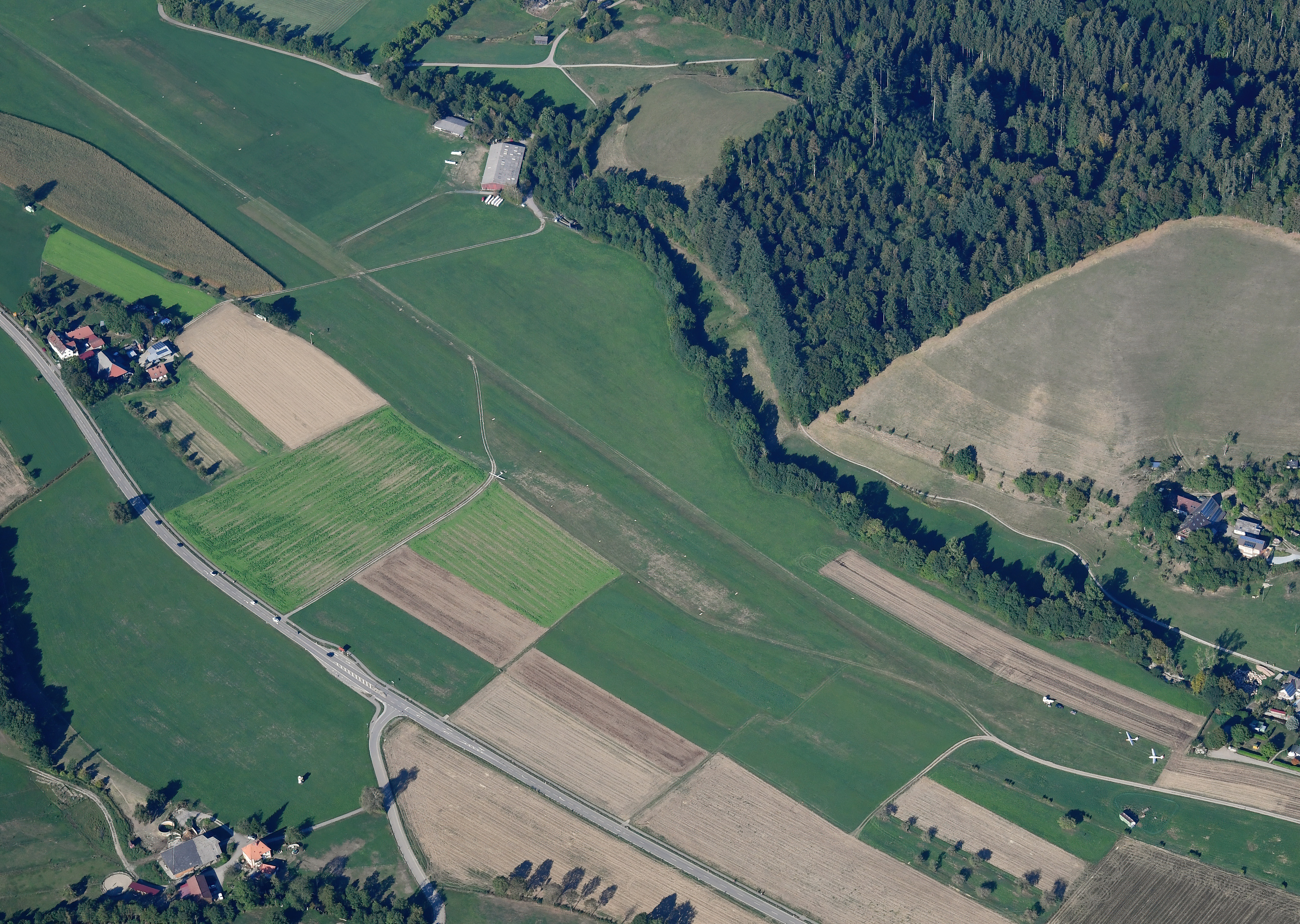
فرودگاه صحرایی کیرشتسارتن

فرودگاه صحرایی کیرشتسارتن  (به انگلیسی: Kirchzarten Airfield) (به زبان بومی: Segelfluggelände Kirchzarten-Oberried) یک فرودگاه خصوصی است که یک باند فرود چمن دارد و طول باند آن ۱۱۷۰ متر است. این فرودگاه در شهر فرایبورگ کشور آلمان قرار دارد و در ارتفاع ۴۰۵ متری از سطح دریا واقع شده است.